# Russelia

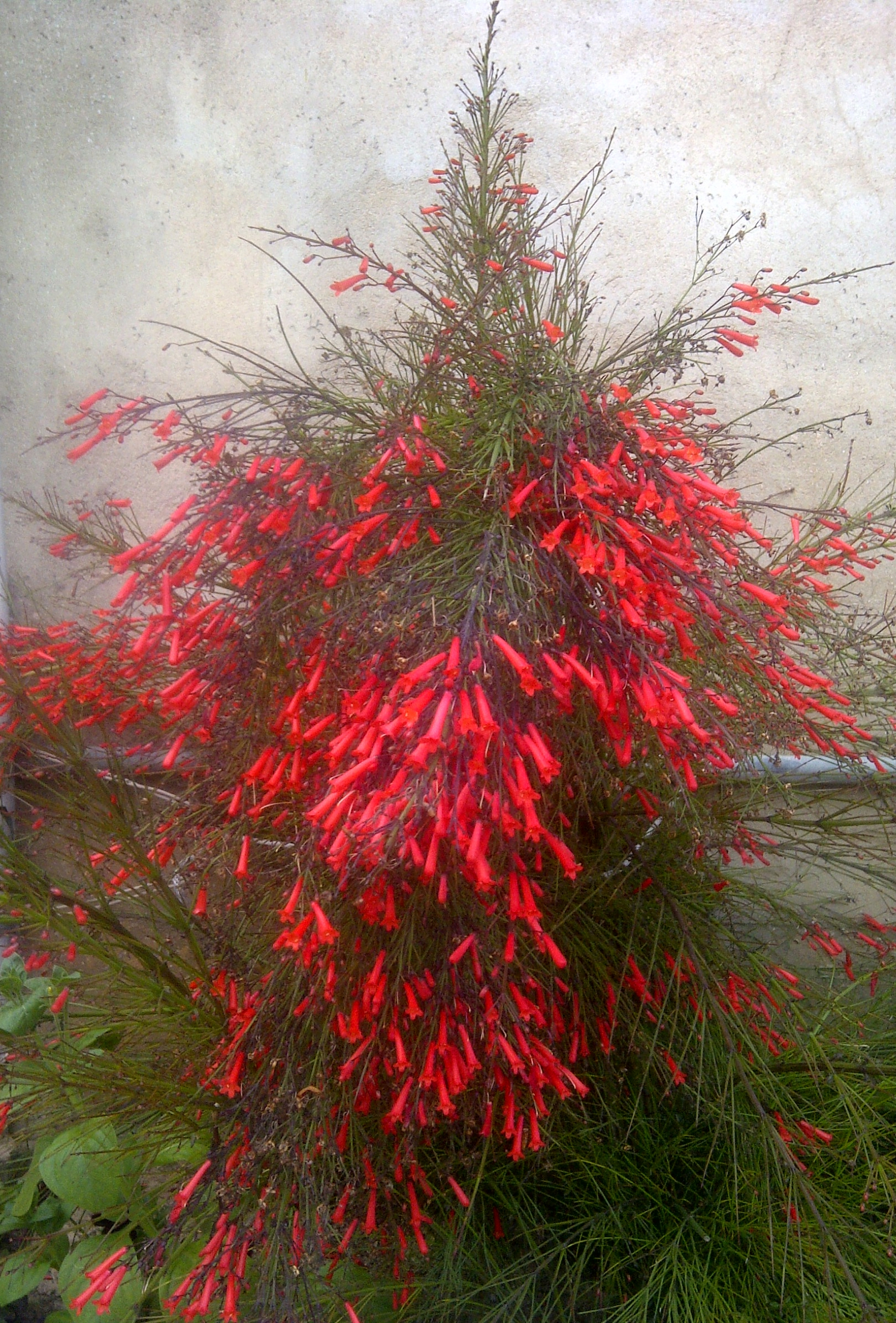
Russelia

Russelia es un género con 71 especies de plantas de flores perteneciente a la familia Scrophulariaceae. 

## Especies
| - Russelia acuminata - Russelia alata - Russelia alternifolia - Russelia americana - Russelia campechiana Standl. - Russelia capensis - Russelia chiapensis - Russelia coccinea - Russelia colombiana - Russelia contrerasii - Russelia conzattii - Russelia cora - Russelia cuneata - Russelia deamii - Russelia depressa - Russelia elongata - Russelia ephedroides - Russelia equisetiformis Schltdl. & Cham. - Russelia equisitorum - Russelia flammea - Russelia flavoviridis - Russelia floribunda - Russelia furfuracea - Russelia glandulifera - Russelia grandidentata - Russelia hintoni - Russelia iltisneeana - Russelia jaliscensis - Russelia juncea Zucc. - Russelia laciniata - Russelia lanceifolia - Russelia leptopoda - Russelia lilacina - Russelia longifolia - Russelia longisepala - Russelia maculosa - Russelia manantlana | - Russelia multiflora - Russelia obtusata - Russelia oldenlandioides - Russelia ovatifolia - Russelia oxyphylla - Russelia paniculata - Russelia parvifolia - Russelia pennelliana - Russelia polyedra Zucc. - Russelia pringlei - Russelia pubescens - Russelia purpusii - Russelia racemosa - Russelia retrorsa - Russelia rotundifolia - Russelia rugosa - Russelia sarmentosa Jacq. - Russelia serratifolia - Russelia sonorensis - Russelia staleyae - Russelia standleyi - Russelia steyermarkii - Russelia subcoriacea - Russelia syringaefolia - Russelia tabascensis - Russelia tenuis - Russelia tepicensis - Russelia teres - Russelia ternifolia - Russelia tetraptera - Russelia tomentosa - Russelia trachypleura - Russelia verticillata - Russelia villosa - Russelia viscosa - Russelia worthingtonii |